# مذبحة سجن بولو
مذبحة سجن بولو كان هذا حادثًا وقع في سجن بولو في سيمارانج وسط جاوة في إندونيسيا. وقع في أواخر الحرب العالمية الثانية والذي قتل فيه أكثر من مائة أسير حرب ياباني على أيدي القوات الإندونيسية.

## خلفية
في عام 1942 غزا اليابانيون جزر الهند الشرقية الهولندية، واحتلوها لمدة ثلاث سنوات ونصف. في سبتمبر 1944 مع استمرار الحرب بشكل سيئ، وعد اليابانيون الإندونيسيين بالاستقلال، لكن استسلم اليابانيون بعد تفجيرات هيروشيما وناجازاكي. بموجب شروط الاستسلام كانت القوات اليابانية التي ما زالت في الأرخبيل مسؤولة عن الحفاظ على النظام قبل وصول القوات المتحالفة تحت قيادة الأدميرال البريطاني إيرل لويس ماونت باتن القائد الأعلى للحلفاء في قيادة جنوب شرق آسيا. بعد يومين من الاستسلام في 17 أغسطس 1945، أعلن الزعيم الإندونيسي سوكارنو استقلال إندونيسيا. علم الحلفاء بهذا بعد ثلاثة أسابيع من قائد القوات اليابانية، ولأنه لا يزال هناك ما لا يقل عن 70.000 أسير حرب متحالف في إندونيسيا، تم إرسال قوة استرداد أسرى الحرب والمعتقلين الحلفاء في مهمة قام بها الحلفاء «لمحاولة الاتصال بالسلطات اليابانية المسؤولة، وتخفيف الظروف في معسكرات السجن وترتيب إجلاء السجناء والمعتقلين.»
طالب القوميون الإندونيسيون المعروفون باسم بيمودا (الشباب) اليابانيين بتسليم جميع الأسلحة والذخيرة. بيمودا «اعترضت بشدة على مثل هذه الأعمال وطالب اليابانيين مواصلة حماية معسكرات». تجاهل العديد من الضباط بمن فيهم اللواء ناكامورا جونجي طلب بيمودا بتسليم أسلحتهم. لم يوافق جميع الضباط اليابانيين مثل الرائد كيدو شينيتشيرو على تسليم أسلحتهم. بدلاً من ذلك في 15 أكتوبر أمر رجاله بالسيطرة على مدينة سيمارانج.

## المذبحة
رداً على الأعمال العسكرية لكيدو حبس القوميون الإندونيسيون حوالي 80 عاملاً في الجيش الياباني في زنزانة صغيرة في سجن بولو بدون طعام أو ماء. بعد ذلك بيوم واحد قُتلوا بالرصاص، ما زال 130 يابانيًا محتجزين في نفس السجن، وتم تشويه جثثهم. كتب بعض السجناء المحتجزين رسائل أخيرة على جدران الزنزانات بدمائهم.
عندما وصلت القوات اليابانية إلى السجن واستولت عليه واكتشفت المذبحة، شعروا بالغضب وبدأوا في قتل الإندونيسيين انتقاما. وانضم إليهم في ذلك مدنيون يابانيون تلقوا أسلحة مصادرة من الإندونيسيين. قتل اليابانيون أكثر من ألفي إندونيسي على سبيل الانتقام من مذبحة سجن بولو، بينما قتل 500 إندونيسي آخر. توقف القتل عندما وصلت قوات غورخا البريطانية في 19 أكتوبر، وبعد سوء تفاهم أولي وتبادل لإطلاق النار وافق اليابانيون على التعاون معهم.